# An Open Letter to Thelonious
An Open Letter to Thelonious ist ein Jazzalbum des Ellis Marsalis Quartetts, das Kompositionen von Thelonious Monk spielt. Die am 27. und 28. Oktober und 7. November 2007 in New Orleans entstandenen Aufnahmen erschienen am 8. April 2008 auf ELM Records.

## Hintergrund
Wie das Standard-Monk-Quartett verwendet Marsalis die Konfiguration von Saxophon und Rhythmusgruppe. An Open Letter to Thelonious nahm Ellis Marsalis mit dem Saxophonisten Derek Douget, dem Bassisten Jason Stewart und seinem Sohn, dem Schlagzeuger Jason Marsalis auf. Als Ellis Marsalis zuvor bei Live-Auftritten zu erleben war, leitete er im Snug Harbor, dem führenden Jazzclub in New Orleans, etwas außerhalb des French Quarter, im Grunde dieselbe Gruppe (statt Jason Stewart mit dem Bassisten Bill Huntington). Marsalis spielt solo in ’Round Midnight.

## Titelliste

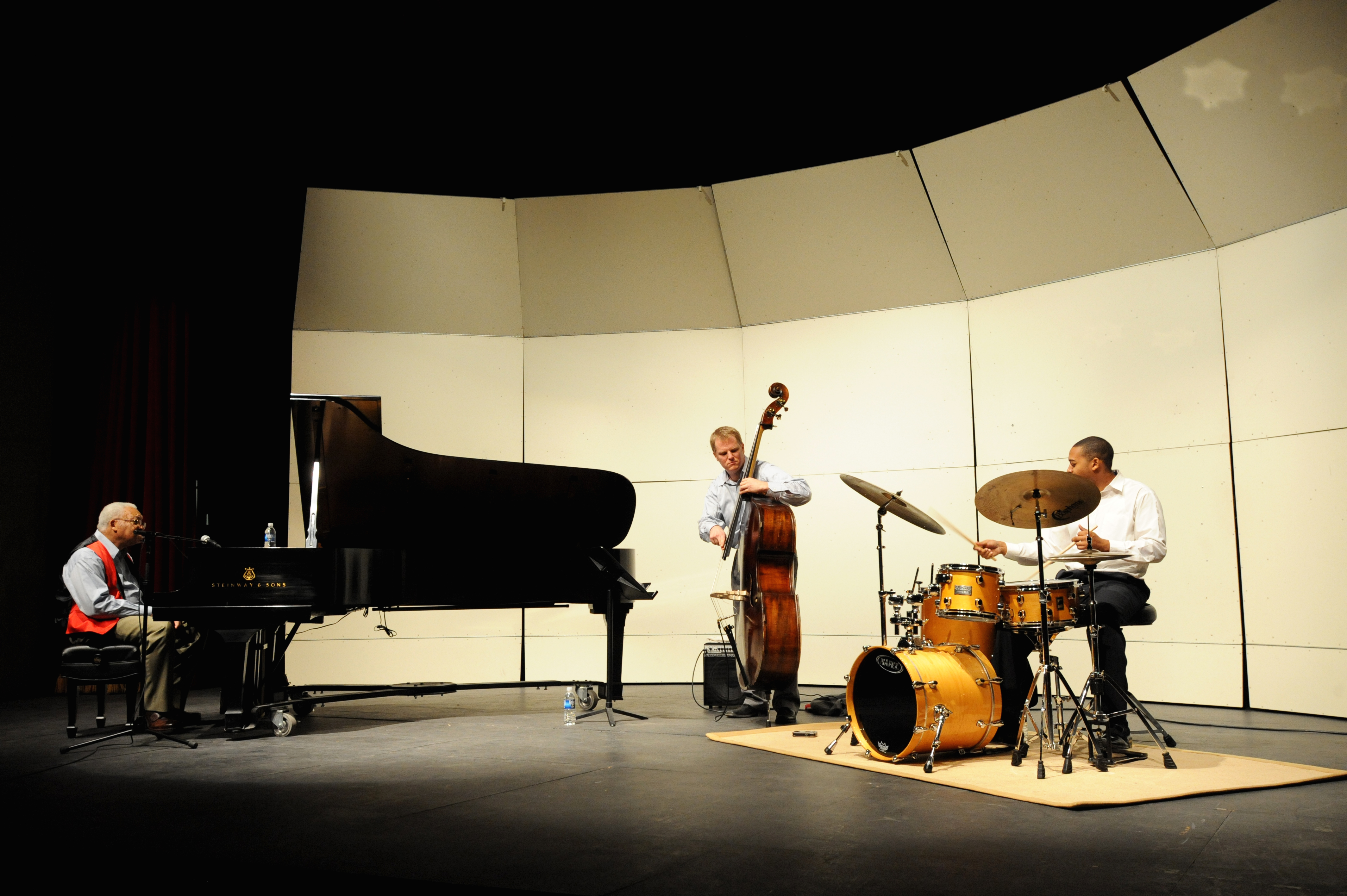
Ellis Marsalis Trio; 21. Oktober 2010 in der Dixon Hall

- The Ellis Marsalis Quartet – An Open Letter to Thelonious (ELM Records 19787)[2]
  1. Crepuscule with Nellie
  2. Jackie-Ing
  3. Epistrophy
  4. Monk’s Mood
  5. Straight, No Chaser
  6. Light Bue
  7. Teo
  8. Ruby, My Dear
  9. Rhythm-a-Ning
  10. ’Round Midnight
  11. Evidence (Encore)

## Rezeption
Ken Dryden verlieh dem Album in AllMusic vier Sterne und meinte, während der gesamten Session halte Marsalis Monks Musik mit seinen inspirierten Interpretationen der Kompositionen der Legende sehr lebendig. Eine der schwierigsten Anforderungen an einen Jazzmusiker bestehe darin, die Werke eines anderen zu interpretieren und dabei die gleiche Instrumentierung wie der Komponist zu verwenden, führt der Autor aus. Der erfahrene Pianist und Jazzpädagoge Ellis Marsalis habe zugegeben, dass er zu einem bestimmten Zeitpunkt seiner Karriere Thelonious Monk als Komponisten nicht objektiv gegenüberstand und den Bop von Dizzy Gillespie und Charlie Parker bevorzugt habe. Aber im Laufe der Zeit und mit dem Öffnen seiner Ohren für die subtilen Nuancen von Monks Kompositionen ist er bei diesen Sessions nicht allzu weit von Monks Konzept entfernt.

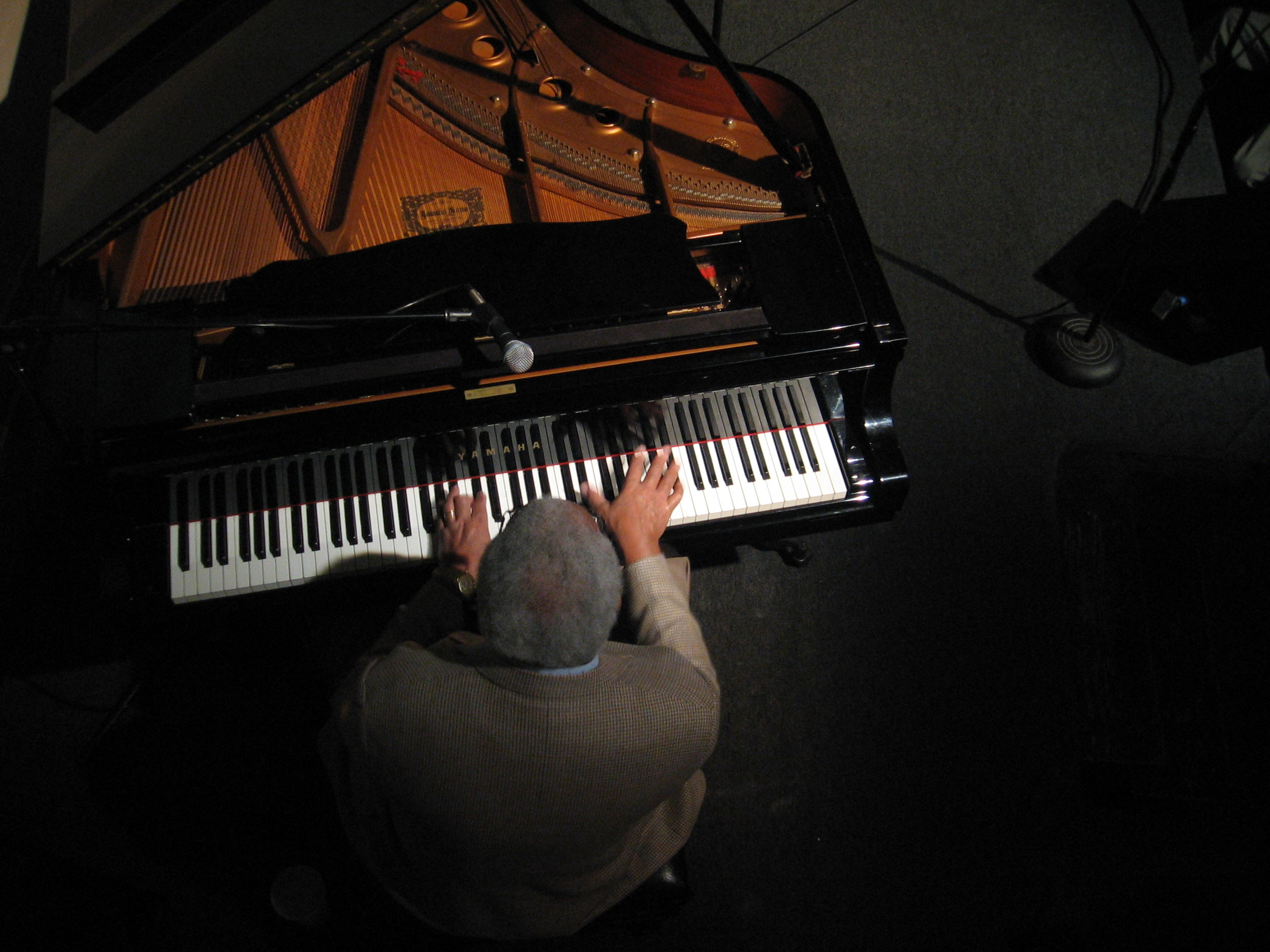
Ellis Marsalis im Snug Harbor, New Orleans 2006

Michael P. Gladstone schrieb in All About Jazz, Ellis Marsalis’ An Open Letter to Thelonious sei mehr als nur eine Hommage an die Mystik und Magie der Musik von Thelonious Monk. Die Musik auf dem Album strebe bewusst eine „monkische“ Präsentation an, ist aber auch repräsentativ für die einzelnen Mitglieder dieser Combo.
Ebenfalls in All About Jazz arbeitete Woodrow Wilkins, der dem Album die Höchstbewertung von fünf Sternen verlieh, die Qualität des Werks am Beispiel von Jackie-ing heraus: Dies sei „eine reizvolle Melodie, bei der Douget Tenor spielt. Wie alle anderen Titel auf diesem Album wird sie der Originalaufnahme gerecht, erlaubt aber eine gewisse Kreativität der Spieler. Jason Marsalis begleitet während des Solos seines Vaters klar auf den Becken. Stewart, wenn auch meist im Hintergrund, ist stark. Jason liefert später ein fesselndes Solo, wobei er auf der Snare und den Toms gut punktet.“ Man müsse kein Fan von Thelonious Monk sein – obwohl es helfe –, um die Bemühungen des Ellis Marsalis Quartetts zu würdigen. „Ein offener Brief“ an Thelonious sei genau das, eine Nachricht an den Künstler, die sagt: „Danke für das Geschenk an uns“, resümiert der Autor. Wie bei jedem offenen Brief handele es sich um eine Nachricht, die von allen geteilt werden soll.
Thomas Conrad, der das Album in JazzTimes rezensierte, ist hingegen der Ansicht, es sei heikel, Monk zu spielen, besonders wenn man ihn mit der Instrumentierung seines eigenen klassischen Quartetts interpretiere. Monk und sein Tenorsaxophon-Alter Ego Charlie Rouse hätten in ihrer umfangreichen Columbia-Diskographie viele endgültige Versionen praktisch jeder Melodie aufgenommen, die Monk jemals geschrieben hat. Das Problem sei, so Conrad, dass die Tribut-Produktionen an Monk oft etwas blass klingen. Als Thelonious Monk Jackie-ing spielte, drückte er diesen letzten Akkord im dritten Takt des Heads „wie ein wildes Klirren kriegerischer Freude. Ellis Marsalis spielt ihn mit gezähmter Raffinesse“, kritisiert der Autor. Ein größeres Problem sei der Tenorsaxophonist Derek Douget. Während jeder Charlie Rouse-Input „ein Ausbruch übermütiger Kraftausdrücke“ war, trete Douget in jedem Lied sanft – sogar zaghaft – auf. Ellis Marsalis’ Arrangements seien zwar immer nachdenklich und seine eigenen Soli immer ordentlich und musikalisch ansprechend, aber heftige Monk-Nummern wie Straight No Chaser und Rhythm-a-ning würden entschärft.